# Guro Bergsvand
Guro Bergsvand, född den 3 mars 1994 i Oslo, är en norsk fotbollsspelare.

## Karriär
Guro Bergsvand inledde sin seniorkarriär i Lyn år 2011. Hon har även spelat för Stabæk och Brann innan hon 2023 kontrakterades för Brighton & Hove Albion. 2025 värvades hon av VfL Wolfsburg. Hon har även representerat det norska damlandslaget där hon debuterade år 2021.